# Кодирани метеоролошки извештаји
Метеоролошке станице широм света преко својих инструмената скупљају податке о различитим временским условима. Ти подаци се затим због једнообразности кодирају одређеним методом и шаљу у виду извештаја. Заинтересоване институције примају те извештаје, декодирају их и приказују у нама читљивом облику. Ови извештаји такође служе метеоролошким организацијама за израду прогнозе времена.
Пример два честа типа извештаја, METAR и SYNOP (AAXX):
```

```

Претходна два реда су „сирови подаци“ (кодирани извештаји). Неки метеоролошки сајтови, поред декодираних података, приказују и податке у оваквом кодираном облику. Сви сајтови имају типске обрасце приказивања, са неколико уобичајених ставки: температура, влажност, притисак, ветар, падавине... неки мање, неки више. Читањем ових извештаја можете видети и податке који нису приказани, а садрже се у извештају.